# Надзвичайна дипломатична місія УНР у Греції
Надзвичайна дипломатична місія УНР в Греції була офіційним представництвом Української Народної Республіки часів Директорії(1919-1920 рр.) на теренах Грецького королівства та виконувала функції консульської служби.

## Вступ
Після розпаду Російської імперії, перед очільниками новоствореної незалежної держави(УНР) у 1918 р. постало завдання не лише збереження її цілості, а й визнання її світовим співтовариством, налагодження двосторонніх відносин і співпраці, роботи з представництвами тощо.
Власне початком дипломатичних двосторонніх зносин України і Грецької Республіки слід вважати, наказ Директорії УНР 6 січня 1919 р. за підписами очільника Директорії В.Винниченка та секретаря Ф.Швеця, але фактична робота розпочалась 3 березня 1919 р. коли почала діяти Надзвичайна дипломатична місія УНР в Афінах.

## Склад і діяльність місії
До Афін послом Федора Матушевського попросив призначити директор департаменту чужоземних зносин Директорії Андрій Яковлєв.
Півтора роки члени місії, у складі Голови місії Ф.П. Матушевського, радника М. П. Левицького (з 21.10.1919 в. о. голови), секретаря С. Рафальського і Л. Ламбріонідіса, аташе Н. Гриневича і Е. Глузмана, урядовців П. Галагана і Ж. Рейзе,  вели плідну роботу за визнання незалежності України, також поширення української культури та літератури, вони зробили великий внесок у справу розбудови українсько-грецьких відносин і заклали основу подальшого співробітництва.
Очікувань від на цієї співпраці досягнуто не було. Робота з іноземцями показала зовсім невтішні для України результати, європейці мають зовсім обмежене, часом недостовірне або навіть упереджене уявлення про Україну, цілком спотворену інформацію про поточну політичну та економічну ситуацію, володіють недостатніми знання про минуле держави і тим паче не уявляють її майбутнього у новому статусі. "3 тижні, як ми вже тут, проте справа не рухається з місця. Газети ми ще не маємо. Реальної підтримки від Греції отримати не вдається. Вона невільниця Антанти"- пише Ф.Матушевський. Він починає видавати грецькою мовою "Грецько-українське рев'ю". Багато пише про історію відносин між народами.
Українські делегати ставили собі за мету боротись з цим перш за все на інформаційному фронті. Стали видавати газети і часописи в самій Греції і закордоном, а потім передруковуватись в грецькій пресі, одним з найвизначніших здобутків стало створення власного пресового бюро і видання «Греко-Українського Вісника» українською і французькою мовами. Не менш важливою в діяльності місії була консульська робота, пов’язана із захистом прав українських громадян, що опинилися у Греції.
Що стосується грецького консульства в Києві, яке було створене як грецька консульська установа в Російській імперії згодом продовжило виконання своїх функцій насамперед щодо опіки над грецькими підданими після проголошення Української Народної Республіки.

## Висновки
Отже, це була не зовсім вдала спроба порозумітись, загалом все ж було досягнуто певного консенсусу щодо торгівельно-економічного і військового співробітництва між державами, культурний вплив також мав деякі здобутки, але деякі обставини, зокрема грецька цензура на пресу, вплив російських і польських пліток та наклепів, брак коштів, зміна складу місії, політична ситуація в державі завадили подальшій співпраці, і призвели до згортання роботи Консульства та роботи дипломатичних місій, аж до часів проголошення Україною незалежності.
Ці події стають зародженням дипломатії та складають окрему сторінку історії двосторонніх відносин України і Греції, та грецьких представництв в Україні та української дипломатичної служби, що засновувалася в цей час максимально наближених до сучасної. Науковий інтерес до історії української дипломатії, невіддільної від історії творення державності та започаткування двосторонніх відносин України із зарубіжними державами, сформувався в окремий напрям із відновленням незалежності України, на початку 1990-х років.